# Malá Lhota
Malá Lhota là một làng thuộc huyện Blansko, vùng Jihomoravský, Cộng hòa Séc.